# World Aquatics
World Aquatics, ранее Международная федерация (любительского) плавания (фр. Fédération Internationale de Natation (Amateur), сокр. FINA, в русской транслитерации ФИНА), — международная спортивная федерация, объединяющая национальные федерации водных видов спорта: плавание (включая плавание на открытой воде), прыжки в воду (включая хай-дайвинг), синхронное плавание и водное поло. Под эгидой ФИНА проводится чемпионат мира по водным видам спорта и другие международные соревнования. Штаб-квартира World Aquatics находится в Лозанне (Швейцария). World Aquatics официально признана МОК и является одним из его партнёров в проведении соревнований по водным видам спорта в рамках Олимпийских игр.

## История
ФИНА была образована 19 июня 1908 года в Лондоне (Великобритания) сразу после окончания летних Олимпийских игр 1908 года с целью объединения усилий по стандартизации правил и нормативов проведения соревнований в наиболее популярных водных видах спорта. У истоков создания организации стояли национальные плавательные федерации Бельгии, Великобритании, Венгрии, Германии, Дании, Финляндии, Франции и Швеции. К 1928 году в организацию вступило 28 членов, к 1978 их количество возросло до 75, в 2000 году членами организации были 174 национальные федерации, на 2009 год членами ФИНА были 207 национальных федераций.
В 2021 году президентом ФИНА был избран Хусейн Аль Мусаллам (Кувейт), при котором в рамках ребрендинга в декабре 2022 года ФИНА была переименована в World Aquatics.

## Соревнования под эгидой World Aquatics
- Чемпионат мира по водным видам спорта
- Чемпионат мира по плаванию на короткой воде
- Молодёжный чемпионат мира по плаванию
- Чемпионат мира по прыжкам в воду среди юниоров
- Чемпионат мира по плаванию на открытой воде
- Чемпионат мира по плаванию среди ветеранов

Помимо этого при непосредственном участии ФИНА проводится ряд ежегодных спортивных турниров, в которых организация выступает в качестве спонсора, это:
- Кубок мира по плаванию
- Кубок мира по прыжкам в воду
- Мировая серия по прыжкам в воду
- Мировая лига водного поло
- Кубок мира по водному поло
- Кубок мира по марафонским заплыавам

## Члены организации
По состоянию на март 2009 года, членами организации являлись 207 национальных плавательных федераций. Последними в ряды организации были приняты национальные плавательные федерации Чада и Джибути. Структурно World Aquatics разделена на 5 конфедераций, занимающихся управлением плавательными соревнованиями на уровне континентов и регионов всего мира. Национальные федерации являются одновременно членами World Aquatics и своей региональной конфедерации. 
- Азия (43): Любительская федерация плавания Азии
- Африка (45): Африканская плавательная конфедерация
- Америка (40): Любительский плавательный союз Америки
- Европа (50): Европейская лига плавания
- Океания (13): Плавательная ассоциация Океании

Примечание: Количество национальных федераций, проставленное в скобках, перед названием региональной объединяющей организации, указывает на количество федераций в пределах географической области, и не всегда совпадает с количеством федераций внутри региональной объединяющей организации.

## Официальные партнёры организации
- Myrtha Pools
- Nikon
- Omega SA
- Speedo
- Yakult
- Arena